# Hush (Lied)
Hush ist ein Lied, das der amerikanische Sänger und Songwriter Joe South für Billy Joe Royal schrieb. Der Song wurde dann von der australischen Band Somebody’s Image 1967 und 1988 von Frank Farian mit seinem Musikprojekt von Milli Vanilli gecovert. Bekannter wurden die Coverversionen 1968 von Deep Purple und 1997 von Kula Shaker. Eine weitere Coverversion wurde 1992 von der Schweizer Band Gotthard als Single veröffentlicht.

## Erstaufnahme
Billy Joe Royal nahm Hush am 12. Juli 1967 in Nashville auf. Mitte der 1980er Jahre erinnerte sich Royal daran, wie sein Songschreiber und Produzent Joe South und er für die Aufnahmesession nach Nashville fuhren: „Joe schrieb I Never Promised You a Rose Garden im Auto. Ich mochte es nicht, also schrieb er noch Hush.“ Hush war etwas erfolgreicher als die sechs Single-Veröffentlichungen von Royal davor.

## Deep-Purple-Version
Der Song wurde 1968 von der britischen Hard-Rock-Band Deep Purple für ihr Debütalbum Shades of Deep Purple aufgenommen. Ritchie Blackmore hatte das Original gehört, als er in Hamburg lebte: „Ich hörte Hush von Billy Joe Royal, als ich in Deutschland lebte, und ich dachte, es sei ein großartiger Song, und es wäre ein guter Song, den wir in unser Programm aufnehmen könnten, wenn wir ein anderes Arrangement finden würden.“
Der Titel wurde die erste Hit-Single der Gruppe und erreichte im September 1968 Platz 4 der Hot 100. 1968 stellte Hugh Hefner Deep Purple vor, die live in der Fernsehserie Playboy After Dark auftraten.